# Alexander von Alexandria

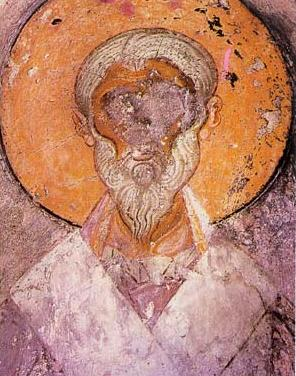
Alexander von Aleksandria – Fresko im Kloster von Veljusa in Mazedonien

Alexander von Alexandria († 17. April 328 in Alexandria) war Bischof von Alexandria von 313 bis 328 und am Anfang des arianischen Streits einer der führenden Vertreter der Orthodoxie gegen Arius.

## Leben
Alexander war beim Volk und Klerus hoch angesehen, freigebig gegenüber den Armen, eloquent, gerecht und von asketischer Lebensweise.
Alexander war einer der Protagonisten am Anfang des Arianischen Streits, der ausbrach, als Arius ihn in einer Disputation des Sabellianismus bezichtigte. Als Arius seine Lehren offen darlegte, versuchte Alexander anfangs, Arius von seinen Lehren zu bekehren und erntete dafür von seinem Klerus Vorwürfe wegen zu großer Milde. Als der Streit sich ausweitete, berief Alexander 320 eine Synode nach Alexandria, an der über 100 Bischöfe aus Ägypten und Libyen Arius verurteilten.
Arius verließ Ägypten und suchte die Unterstützung von Eusebius von Caesarea und Eusebius von Nikomedia, wodurch praktisch der ganze christliche Osten in den Streit verwickelt war. Kaiser Konstantin I. schickte seinen Berater Ossius von Córdoba mit einem Brief an Alexander und Arius, der die beiden aufforderte, sich zu versöhnen und sich nicht wegen einer „so geringfügigen Sache“ zu zerstreiten.
Am 1. Konzil von Nizäa war Alexander einer der führenden Männer der orthodoxen Partei.
Von seinen Werken sind drei Briefe erhalten, die wichtige Zeugnisse für die Anfangsgeschichte des arianischen Streits sind: ein Sendschreiben an Alexander von Konstantinopel, ein weiteres an alle katholischen Bischöfe, und die Amtsenthebung des Arius. Zitate aus Briefen und Predigten finden sich in den Werken seines Nachfolgers Athanasius von Alexandria.
Alexander ist nach Zählung der koptisch-orthodoxen Kirche ihr 19. Papst.
In der orthodoxen und katholischen Kirche wird Alexander von Alexandria als Heiliger verehrt. Sein Gedenktag ist der 26. Februar, in der koptischen Kirche der 22. April.